# Церковь Святой Екатерины (Нюрнберг)
Церковь св. Катарины (нем. Katharinenkirche) в Нюрнберге представляла собой трехнефную базилику, которая была освящена 1297 году как церковь доминиканского женского монастыря, основанного в конце XIII века. В XVI веке в результате реформации монастырю было запрещено брать новых послушниц, монастырь был закрыт после смерти последней настоятельницы в 1596 году.
В 1614 году церковь реставрировали и её собирались использовать для евангелических богослужений. Но с 1620 года до конца XVIII века церковь регулярно использовалась для проведения певческих соревнований нюрнбергских мейстерзингеров. Затем здание долгое время пустовало и было вновь открыто во время революции 1848 года для политических собраний.
С 1887 года до 1930-х годовв в церкви регулярно проходят концерты камерной музыки, посвященные Нюрнбергским мейстерзингерам; столовая монахинь была переоборудована в певческий музей.
В 1938 году, после аннексии Австрии, обер-бургомистр Либель (нем. Willy Liebel) перенес из Венского дворца атрибуты императорской власти, которые он выставлял в течение года в церкви святой Екатерины.
Во время налета на Нюрнберг 2 января 1945 года, при котором был уничтожен Старый город, монастырь св. Екатерины был обращен в руины, в облагороженном виде используемые в настоящее время для проведения музыкальных фестивалей на открытом воздухе. На данный момент — объект 8с Исторической мили Нюрнберга.